# Jacob Suykerbuyk
Jacobus Josephus (Jacob) Suykerbuyk (Lillo, 9 januari 1830 - Aartselaar, 28 december 1897) was een Belgisch politicus.

## Levensloop
In januari 1882 volgde hij Jan Frans Ceulemans op als burgemeester van Aartselaar, een functie die hij uitoefende tot 1884. Hij werd door zijn voorganger in deze hoedanigheid opgevolgd.
Hij kreeg een laatste rustplaats op het kerkhof aan de Sint-Leonarduskerk aan het Laar te Aartselaar.